# Otoakusztikus emisszió
Az otoakusztikus emisszió (röviden: OAE) a belső fülben spontán módon, vagy inger hatására keletkező hang. Az OAE a szárazföldi gerincesek és bizonyos ízeltlábúak hallására jellemző.

## Keletkezése a fülben
Az otoakusztikus emisszió a csigában található külső szőrsejtek motoros tevékenységének eredménye. A külső szőrsejtek hang hatására lengésbe jönnek, majd röviddel később maguk is aktívan lengeni kezdenek. Ezzel a mozgással mechanikusan felerősítik az endolympha áramlását, ami így könnyebben kitéríti a belső szőrsejteket.

### Az OAE fajtái
Az otoakusztikus emissziónak alapvetően két fajtáját különböztetjük meg:
- Spontán otoakusztikus emisszió (SOAE): a SOAE külső ingerlés nélkül lép fel.
- Kiváltott otoakusztikus emisszió (EOAE): az EOAE külső stimulus hatására jön létre.

Az alkalmazott stimulus tulajdonságai szerint beszélünk:
- Tranziens Kiváltott válaszról (TAOE)
- Frekvencia Stimulus által kiváltott válaszról (SFOAE)
- Disztorziós kiváltott válaszról (DPOAE)

## Jelentősége a gyógyászatban
A szőrsejteknek ez a fajta aktív tevékenysége nem csak befelé, hanem kifelé terjedő hullámokat is kelt. A kifelé terjedő hullámok igen érzékeny műszerrel mérhetőek. Az otoakusztikus emissziót David Kemp fedezte fel 1979-ben.
Több tanulmány is kimutatta, hogy az OAE a belső fül károsodásával gyengül vagy teljesen megszűnik. Ez alkalmassá teszi a fül, de különösen a belső fül és a csiga működőképességének vizsgálatára. Mivel a mérés gyors és objektív, jól használható csecsemők hallásának szűrésére.